# Drużynowe Mistrzostwa Europy w Chodzie Sportowym 2023
2. Drużynowe Mistrzostwa Europy w Chodzie Sportowym – zawody lekkoatletyczne w chodzie sportowym organizowane pod auspicjami European Athletics, które odbyły się 21 maja 2023 w czeskich Podiebradach.
Po raz pierwszy w historii zawodów pojawiła się rywalizacja w chodzie na 35 kilometrów mężczyzn.

## Rezultaty

### Mężczyźni
| Konkurencja:                       | 1. miejsce                                                                         | Rezultat      | 2. miejsce                                                                     | Rezultat    | 3. miejsce                                                           | Rezultat   |
| Chód na 10 km juniorów             | Diego Giampaolo                                                                    | 42:16         | Hayrettin Yıldız                                                               | 42:24 PB    | Pablo Rodríguez                                                      | 42:37 PB   |
| Chód na 10 km juniorów (drużynowo) | Hiszpania · Pablo Rodríguez · Pablo Postigo · Daniel Morilla                       | 8 pkt.        | Włochy · Diego Giampaolo · Giuseppe Disabato · Andrea Di Carlo                 | 9 pkt.      | Turcja · Hayrettin Yıldız · Harun Bi̇li̇r · Ozan Bayram                | 13 pkt.    |
| Chód na 20 km                      | Francesco Fortunato                                                                | 1:18:59 PB    | Perseus Karlström                                                              | 1:19:27 =SB | Massimo Stano                                                        | 1:20:07 SB |
| Chód na 20 km (drużynowo)          | Włochy · Francesco Fortunato · Massimo Stano · Andrea Cosi · Gianluca Picchiottino | 15 pkt.       | Hiszpania · Luís Alberto Amezcua · Paul McGrath · Diego García · Álvaro López  | 16 pkt.     | Niemcy · Nils Brembach · Leo Köpp · Karl Junghannß · Johannes Frenzl | 45 pkt.    |
| Chód na 35 km                      | Álvaro Martín                                                                      | 2:25:35 CR NR | Christopher Linke                                                              | 2:27:05 NR  | Miguel Ángel López                                                   | 2:27:33 SB |
| Chód na 35 km (drużynowo)          | Hiszpania · Álvaro Martín · Miguel Ángel López · Marc Tur · Manuel Bermúdez        | 12 pkt.       | Włochy · Andrea Agrusti · Riccardo Orsoni · Stefano Chiesa · Michele Antonelli | 23 pkt.     | Niemcy · Christopher Linke · Carl Dohmann · Nathaniel Seiler         | 33 pkt.    |

### Kobiety
| Konkurencja:                       | 1. miejsce                                                                               | Rezultat   | 2. miejsce                                                                       | Rezultat   | 3. miejsce                                                          | Rezultat   |
| Chód na 10 km juniorek             | Giulia Gabriele                                                                          | 46:42 PB   | Aldara Meilán                                                                    | 47:45      | Ana Delahaie                                                        | 48:04      |
| Chód na 10 km juniorek (drużynowo) | Hiszpania · Aldara Meilán · Griselda Serret · Sofia Santacreu                            | 7 pkt.     | Włochy · Giulia Gabriele · Giada Traina · Sofia Fiorini                          | 8 pkt.     | Francja · Ana Delahaie · Marine Merbitz · Agathe Millé              | 20 pkt.    |
| Chód na 20 km                      | Antigoni Drismbioti                                                                      | 1:29:17    | Antonella Palmisano                                                              | 1:29:19 SB | Ana Cabecinha                                                       | 1:29:35 SB |
| Chód na 20 km (drużynowo)          | Włochy · Antonella Palmisano · Valentina Trapletti · Alexandrina Mihai · Eleonora Giorgi | 21 pkt.    | Ukraina · Ludmyła Olanowśka · Ołena Sobczuk · Hanna Szewczuk · Sofija Kryłowećka | 25 pkt.    | Francja · Clémence Beretta · Pauline Stey · Camille Moutard         | 37 pkt.    |
| Chód na 35 km                      | María Pérez García                                                                       | 2:37:15 WR | Raquel González                                                                  | 2:45:42 SB | Cristina Montesinos                                                 | 2:45:58 PB |
| Chód na 35 km (drużynowo)          | Hiszpania · María Pérez García · Raquel González · Cristina Montesinos · Paula Juárez    | 6 pkt.     | Włochy · Federica Curiazzi · Nicole Colombi · Sara Vitiello · Lidia Barcella     | 25 pkt.    | Ukraina · Wasyłyna Witowszczyk · Alina Cwilij · Wałentyna Myronczuk | 30 pkt.    |